# Géographie des bureaux
La géographie des bureaux est l’étude de l'organisation territoriale de l'immobilier de bureau, produit de la rencontre entre la demande des entreprises en matière d'espace immobilier et l’offre disponible sur le marché.
Elle s'appuie sur les sciences économiques, la géographie économique et urbaine, les diverses expertises du secteur de l’immobilier (gestion, finance, géomarketing) afin d'établir des liens et comprendre les dynamiques urbaines liées à la servicialisation de l'économie.
Par exemple, en analysant les facteurs de localisation des activités et des immeubles de bureaux, elle cherche à déterminer les processus de concentration ou déconcentration qui touchent les quartiers du centre-ville ou de la périphérie des métropoles
La géographie des bureaux fait partie des sciences appliquées à visée opérationnelle.
À ce titre, elle fait l'objet de nombreuses commandes de la part des opérateurs de la chaîne APPUI (Aménageurs, Pouvoirs publics, Promoteurs, Utilisateurs et Investisseurs). Un acteur privé, promoteur immobilier ou utilisateur d'espace, peut commander des études pour mieux profiter des tendances du marché, tandis que les pouvoirs publics en auront besoin pour conduire efficacement des opérations d'aménagement de zones d'activités ou planifier des infrastructures.